# Vitex agnus-castus
Espèce
Classification APG III (2009)
Vitex agnus-castus, l’arbre au poivre ou gattilier, est une espèce de plantes à fleurs de la famille des Verbenaceae selon la classification classique, ou à celle des Lamiaceae selon la classification phylogénétique. C'est un arbuste originaire de l'Ancien Monde (Europe, Afrique du Nord, Asie).

## Description
C'est un arbuste buissonnant à feuilles composées-palmées et à inflorescences en épi de petites fleurs violacées.
Vigoureux et rustique, il peut atteindre de 1,5 à 2 m de haut, voire beaucoup plus pour des sujets âgés et dans de bonnes conditions : Pierre Lieutaghi cite, dans son ouvrage Le Livre des arbres, arbustes et arbrisseaux, des gattiliers atteignant 10 mètres de haut pour 1 mètre de tour et plus.
Ses fleurs en fines panicules sont bleues en août-septembre.
Le Gattilier est mellifère.

## Culture
Cet arbuste se contente de sols pauvres mais drainant et supporte bien la sécheresse une fois installé.
Il est possible de bouturer le gattilier en prélevant des extrémités de tiges herbacées en été. Le semis sous châssis froid en automne donne aussi de bons résultats.

## Utilisation
Appelé « chaste tree » en anglais, littéralement « arbre chaste », il est réputé calmer les ardeurs sexuelles et était notamment utilisé dans les matelas des lits médiévaux. On en tire d’ailleurs une épice nommée « poivre des moines ».
L'arbuste ressemble au troène de Chine (Vitex negundo), avec qui il a pu être confondu. Il évoque également assez le buddleia (arbrisseau non apparenté), aussi bien par son aspect général que par ses inflorescences (les feuilles sont cependant nettement distinctes, composées-palmées chez le gattilier et simples chez le buddleia).
Les fruits du gattilier équilibrent la production de progestérone et d’œstrogène et viennent bloquer l’action des hormones androgènes, la testostérone par exemple. Son action progestéronique a été prouvée à travers de nombreuses études.

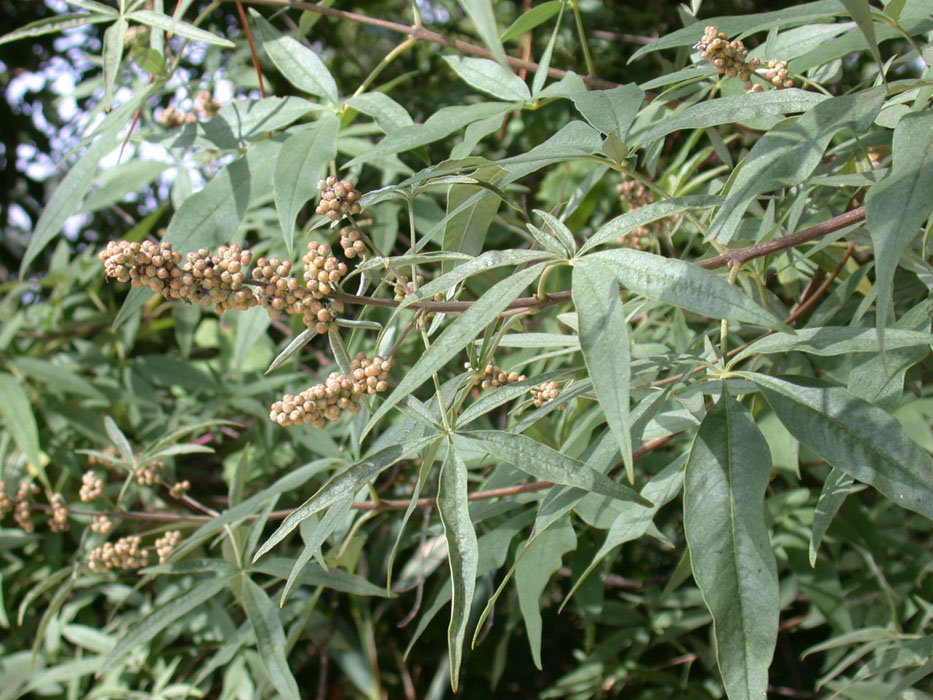
Fruits.
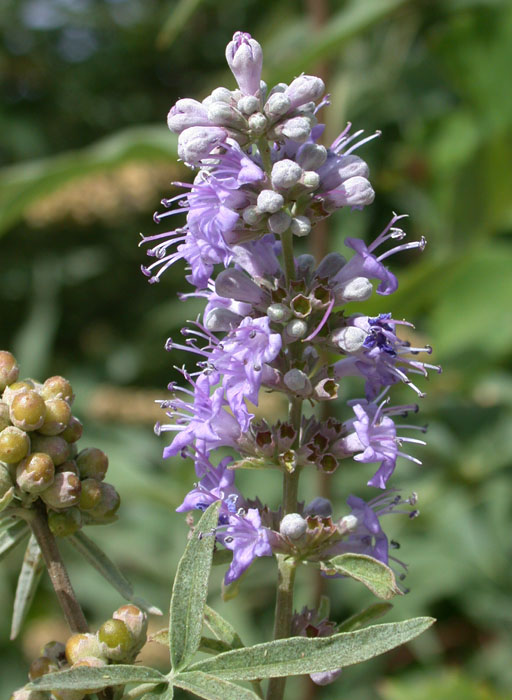
Fleurs.
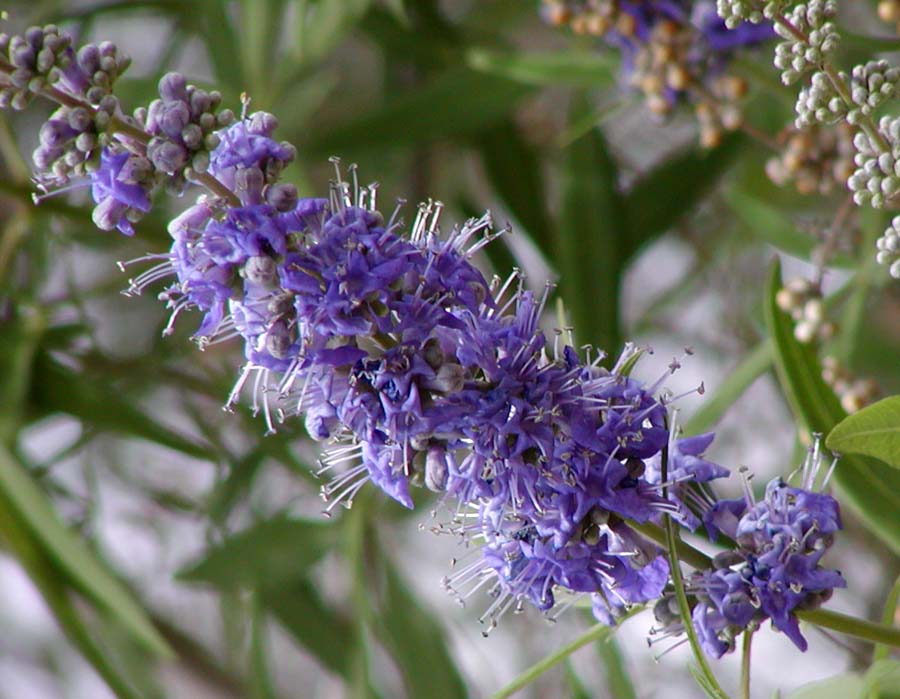
Inflorescence.
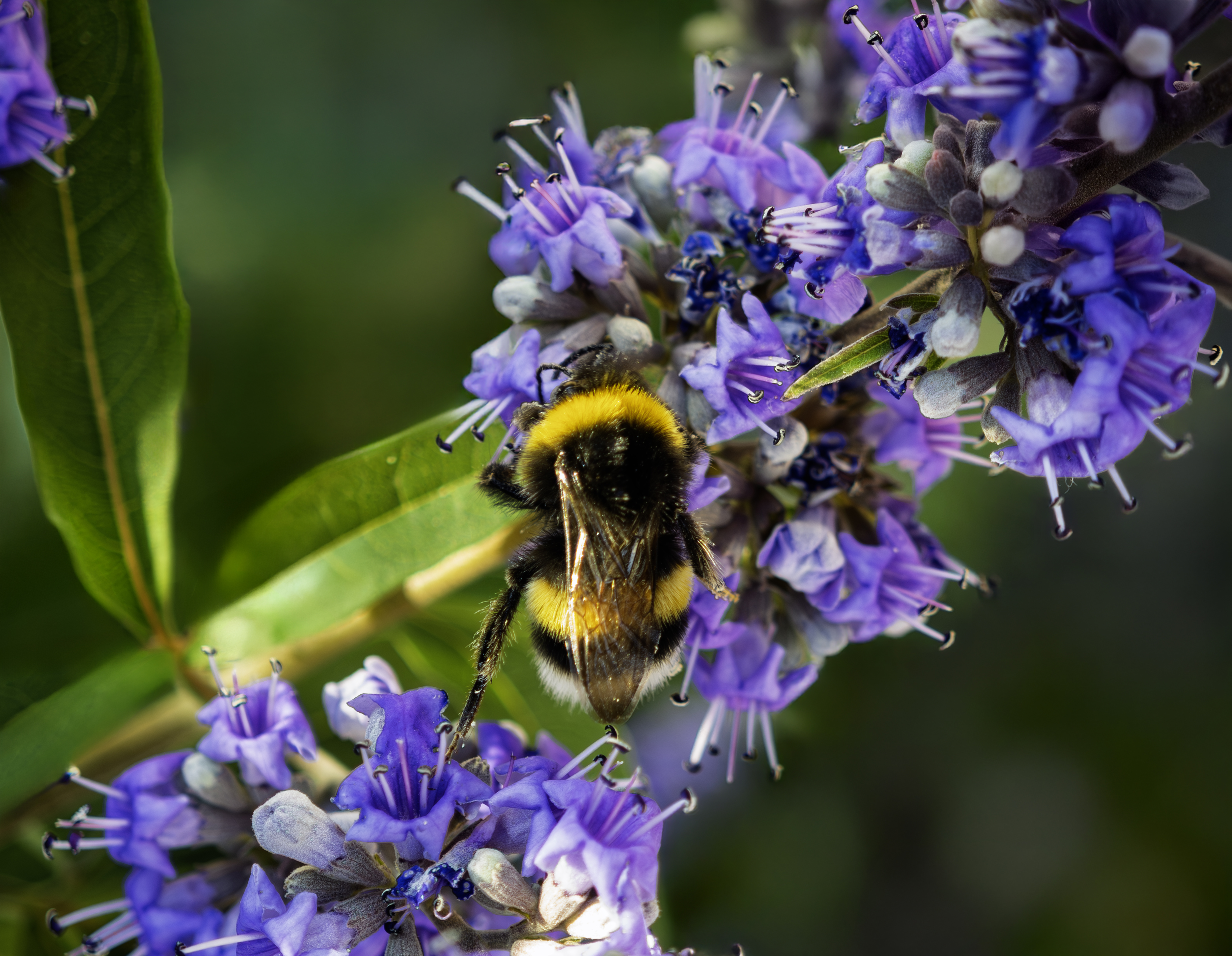
Polinisation par Bombus lucorum

## Cultivars
- Vitex agnus-castus 'Alba' a des inflorescences blanches
- Vitex agnus-castus 'Rosea' a des inflorescences roses

## Mythologie
Dans la mythologie grecque, le mythe fondateur du culte d'Héra à Samos dit que la déesse serait née à Samos sous un gattilier, en grec ancien λύγος (lύgos).